# 貝爾蒙德鎮區 (愛荷華州賴特縣)
貝爾蒙德鎮區（英語：Belmont Township）是位於美國愛荷華州賴特縣的一個行政鎮區。

## 地方資料
根據2010年美國人口普查的數據，貝爾蒙德鎮區的面積為94.74平方千米，當中陸地面積為94.22平方千米，而水域面積為0.52平方千米。當地共有人口433人，而人口密度為每平方千米4.57人。